# Ray Jackendoff
Ray Jackendoff (23 gennaio 1945) è un linguista statunitense.

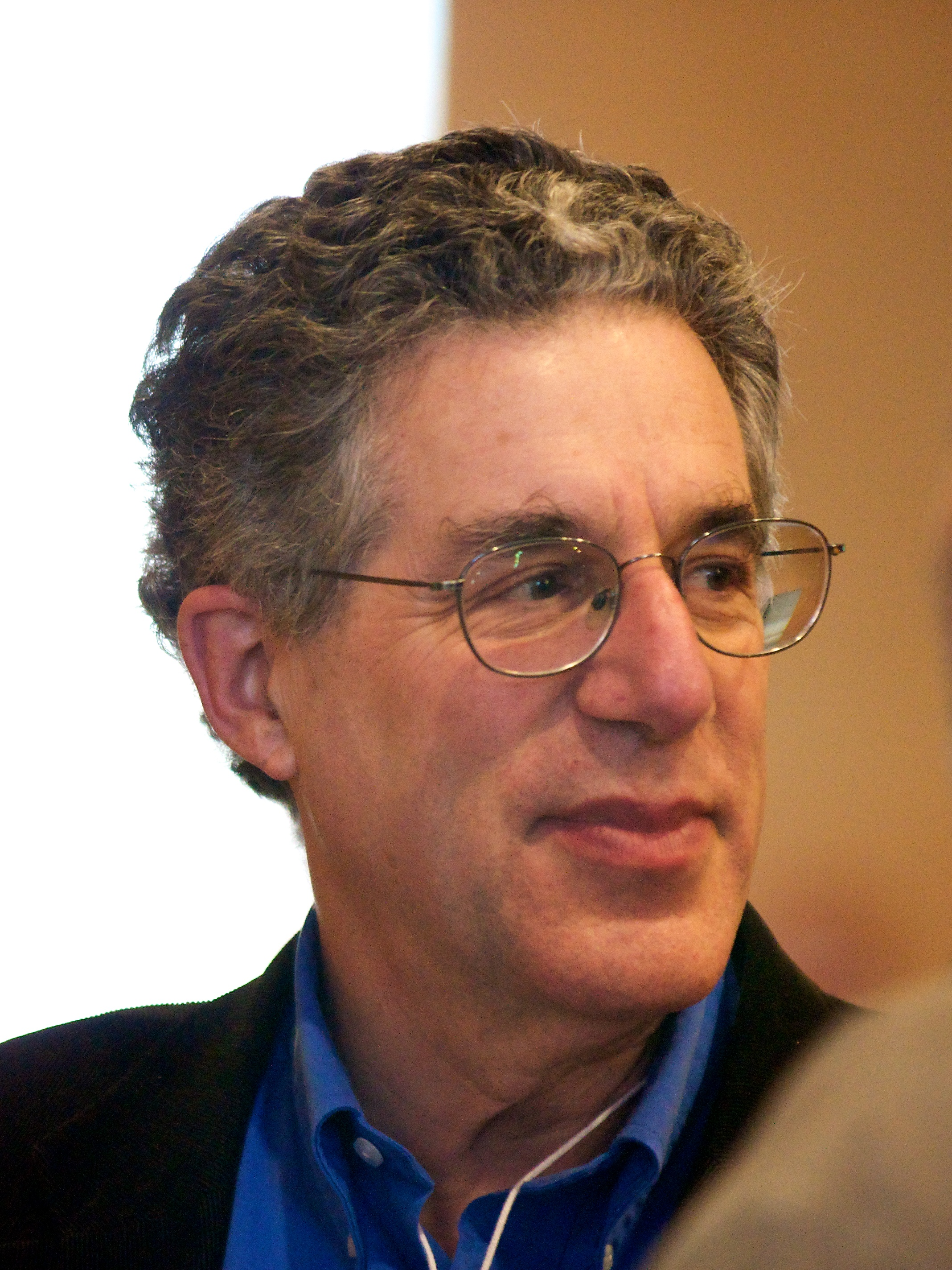
Ray Jackendoff in occasione del 50º anniversario del Graduate Program in Linguistics presso il MIT, dicembre 2011. Foto di Michael Yoshitaka Erlewine

Docente di filosofia, Seth Merrin Chair nelle discipline umanistiche e co-direttore del Center for Cognitive Studies insieme a Daniel Dennett presso l'Università di Tufts, è uno dei maggiori sostenitori del legame tra linguistica generativa e linguistica cognitiva, nonché dell'esistenza di una grammatica universale (tesi chiave della linguistica generativa). Il suo impegno sta nel promuovere una visione della lingua che unisce i moderni conoscimenti della mente umana e della cognizione.
Le ricerche di Jackendoff hanno come punto di partenza studi di semantica delle lingue naturali, la sua rilevanza in merito alla struttura formale del sistema cognitivo e le sue espressioni lessicali e sintattiche. I suoi studi si sono inoltre concentrati sui rapporti tra consapevolezza e teoria computazionale della mente, sulla sintassi e, infine, insieme a Fred Lerdahl sul cognitivismo musicale, portando alla nascita della Teoria generativa della musica tonale (GTTM). 
La teoria da lui sviluppata in merito alla semantica concettuale, generalmente conosciuta con il nome originale Conceptual semantics (CS), si è gradualmente evoluta in una teoria comprensiva sui fondamenti del linguaggio, titolo di una delle sue più recenti monografie: Foundations of Language. Brain, Meaning, Grammar, Evolution (2002). Prima di essa, pubblica Semantica e cognizione (1983), con la quale diviene uno dei primi sostenitori dell'integrazione tra facoltà visiva, semantica e linguaggio.

## Interfacce e grammatica generativa
Jackendoff rifiuta l'idea di una grammatica generativa incentrata sulla sintassi (detta, appunto, sintattocentrismo), al contrario dei modelli precedenti, quali la Teoria Standard (1968), la Teoria Standard Estesa (1975), la Teoria della Reggenza e del Legamento e il Minimalismo (1993). Tali modelli, infatti, considerano la sintassi come unico componente generativo del linguaggio umano. Jackendoff, al contrario, ritiene componenti generative anche la semantica e la fonologia collegate alla sintassi tramite un'interfaccia. A questo punto, è necessario chiarire e formalizzare le regole di interfaccia.
Pur rifiutando il sintattocentrismo di matrice generativa, la semantica cognitiva sembra offrire spunti interessanti per il lavoro di Jackendoff, vale a dire la teoria secondo cui il significato presenterebbe un sistema combinatorio separato e non unicamente dipendente dalla sintassi. Diversamente da molti approcci cognitivisti, egli ritiene che il livello sintattico da solo non è in grado di determinare il significato, né viceversa. La sintassi richiede un'interfaccia con la semantica solo fino al livello necessario a produrre un output fonologico appropriato (Cfr. Jackendoff 1996, 2002; Culicover & Jackendoff 2005).

## Contributi al cognitivismo musicale
In collaborazione con Fred Lerdahl, Jackendoff ha coltivato un notevole interesse verso la capacità umana di elaborare la musica e verso i possibili legami con la facoltà mentale di elaborazione del linguaggio. Basti pensare che la musica ha una propria struttura, così come la grammatica (nel senso che è un mezzo attraverso cui singoli suoni vengono combinati per formare delle strutture). Quando ascoltiamo musica in una lingua a noi familiare, essa non è solo una stringa di suoni: chi ascolta, infatti, è in grado di costruire una conoscenza musicale inconscia ed è in grado di elaborare frammenti di musica mai ascoltata in passato. Jackendoff è interessato a indagare quali strutture della cognizione umana, o "rappresentazioni mentali" siano responsabili di tale processo interno alla mente, ma anche a capire come il soggetto acquisisca la 'grammatica' musicale necessaria per processare una lingua musicale.